# Gerrit Wagner (ondernemer)

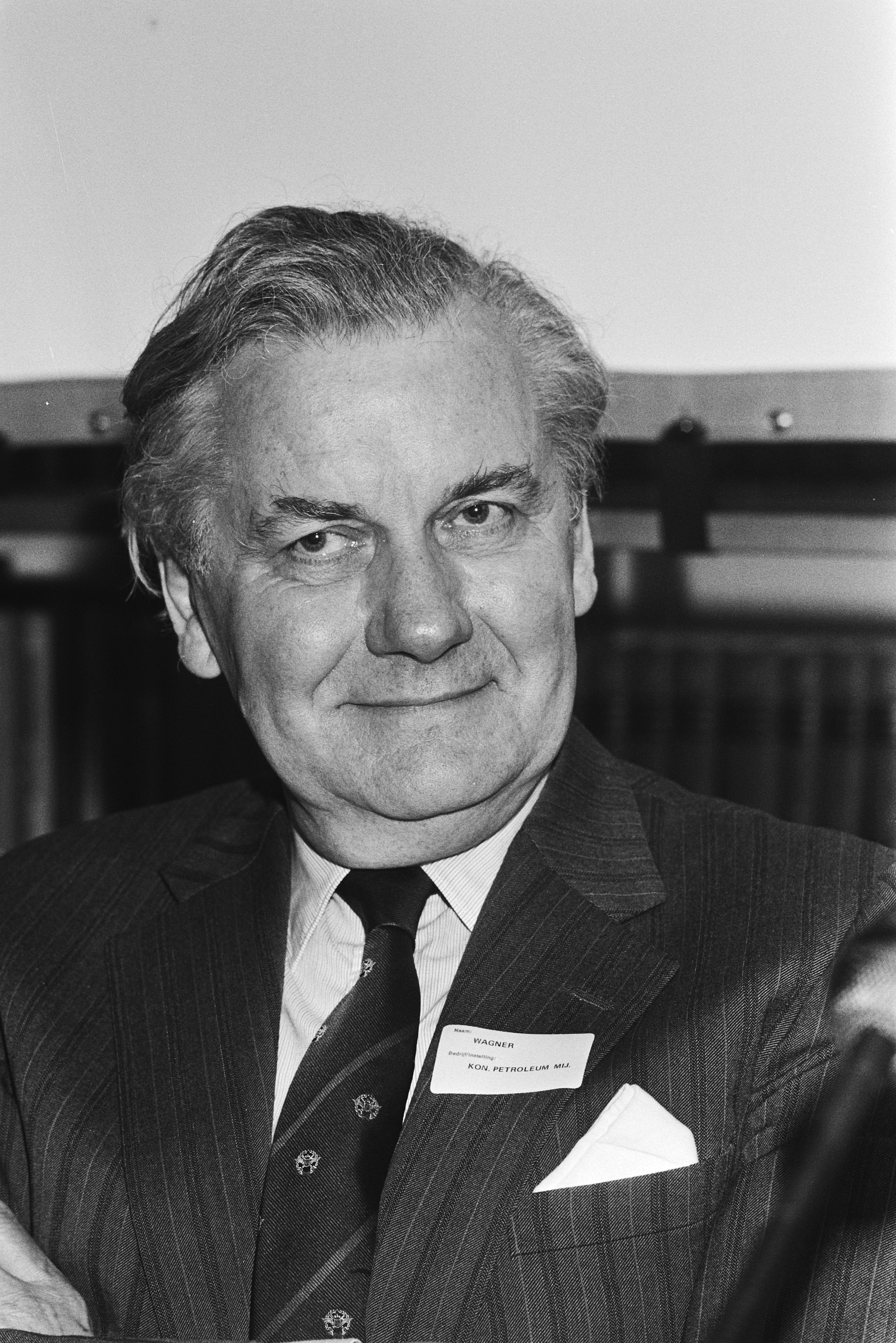
G.A. Wagner in 1983

Gerrit Abram Wagner (Maassluis, 21 oktober 1916 – Wassenaar, 8 oktober 2003) was een Nederlandse zakenman en bestuursvoorzitter van Royal Dutch Shell. Hij was verder bekend als voorzitter van de commissie Wagner.

## Biografie
Wagner werd geboren in Maassluis. Hij studeerde rechten aan de Universiteit Leiden, waar hij in 1939 zijn doctoraal examen behaalde. Na zijn studie trad Wagner in dienst bij Bank Mees en Zoonen. In de Tweede Wereldoorlog trad Wagner in dienst bij het bureau voor de wederopbouw van de stad Rotterdam. Daarnaast was hij ook actief in het verzet, bij de Binnenlandse Strijdkrachten (BS). Na de bevrijding werd Wagner hoofd van de politieke opsporingsdienst Vlaardingen/Westland.

### Bataafse/Shell (1946-1987)
In 1946 kwam hij in dienst bij de Bataafse Petroleum Maatschappij op de juridische afdeling. Hij werkte onder andere in Curaçao, Venezuela, Groot-Brittannië en Indonesië. In 1964 werd hij benoemd tot directeur, en in 1971 tot president-directeur van Shell, een functie die hij bekleedde tot aan zijn pensioen in 1977. Na zijn aftreden als president-directeur bleef hij aan als voorzitter van de raad van commissarissen tot 1987.

### Commissie Wagner (1981-1983)
In 1981 werd Wagner voorzitter van de door minister Gijs van Aardenne ingestelde Adviescommissie inzake het industriebeleid, ook wel de commissie Wagner genoemd. De commissie bracht in juni 1981 het rapport “Een Nieuw Industrieel Elan” uit. Hoewel de reacties op het rapport verdeeld waren, werd het rapport omarmd door het eerste kabinet Lubbers. Het rapport van de Commissie Wagner kan gezien worden als een voorbereiding op het Akkoord van Wassenaar (1982) en had grote invloed op het economische herstel van Nederland.

### Commissariaten en andere bestuursfuncties
Na zijn pensioen was Wagner actief als voorzitter van de raad van commissarissen bij Shell, De Nederlandsche Bank, KLM, Smit Internationale en Gist Brocades. Verder was hij lid van de raad van commissarissen bij Amro Bank en Koninklijke Hoogovens.
Verder vervulde Wagner bestuursfuncties bij onder andere de Stichting gehandicapten zorg, het Bronovo ziekenhuis, de Carnegie Stichting, Stichting Praemium Erasmianum, Stichting Steun het Concertgebouw en de Stichting Jubileumfonds Rijksmuseum.
In 1990 maakte journalist Ronald van den Boogaard een vijf uur durende marathon-interview  over zijn leven en werk met Wagner voor de VPRO radio.

## Onderscheidingen
- Ridder in de Orde van de Nederlandse Leeuw
- Ridder Grootkruis in de Orde van Oranje-Nassau (1983)
- Commandeur in de Orde van Oranje-Nassau (1977)

## Eredoctoraten
- Technische Universiteit Eindhoven (1986)
- University of Rochester (1987)